# Kanton Amance
Kanton Amance (francouzsky Canton d'Amance) je francouzský kanton v departementu Haute-Saône v regionu Franche-Comté. Tvoří ho 13 obcí.

## Obce kantonu
- Amance
- Anchenoncourt-et-Chazel
- Baulay
- Buffignécourt
- Contréglise
- Faverney
- Menoux
- Montureux-lès-Baulay
- Polaincourt-et-Clairefontaine
- Saint-Remy
- Saponcourt
- Senoncourt
- Venisey